# Útok na Hadí ostrov
Útok na Hadí ostrov se odehrál ve večerních hodinách 24. února 2022 na ukrajinském Hadím ostrově v severozápadních vodách Černého moře jako součást ruské invaze na Ukrajinu. Boj skončil vítězstvím ruských sil, které ostrov po jeho vybombardování obsadily.
Na přelomu dubna a května však Ukrajinci několikrát ostrov bombardovali a zničili dva hlídkové čluny třídy Raptor, jeden vyloďovací člun, protiletadlový systém Tor a další vojenské vybavení. Naopak se nepotvrdily prvotní zprávy o potopení fregaty Admiral Makarov třídy Admiral Grigorovič. Po pokračujícím ostřelování se ruské síly 30. června z ostrova stáhly a 4. července 2022 se tam vylodila ukrajinská jednotka, která nad ním opět vztyčila prapor Ukrajiny.

## Pozadí
Hadí ostrov je malý skalnatý ostrov u jižního pobřeží Ukrajiny, který je pro Ukrajinu strategicky výhodný díky své poloze poblíž Rumunska a je na okraji ukrajinských výsostných vod v Černém moři. Jeho držení do značné míry umožňuje kontrolovat obchodní námořní trasy z důležitých ukrajinských přístavů Oděsa nebo Mikolajiv, důležitých pro export zejména obilí, který má výrazný podíl na HDP Ukrajiny.
V srpnu 2021 uspořádal ukrajinský prezident Volodymyr Zelenskyj tiskovou akci na Hadím ostrově, během níž řekl: „Tento ostrov, stejně jako zbytek našeho území, je ukrajinskou zemí a my ho budeme bránit ze všech sil." Vzhledem k rozloze ostrova menší než 1 km2, vzdálenosti od pevninské Ukrajiny zhruba 35 km a velké převaze ruské Černomořské floty nad ukrajinským námořnictvem se však případná dlouhodobější obrana proti ruské invazi jevila jako velmi obtížná, zejména při očekávaném útoku Ruska na Oděsu.

## Útok
Kolem 18. hodiny se zdejší ukrajinská základna ocitla pod ruskou palbou a následně byla útočící stranou z křižníku Moskva, vlajkové lodě celé Černomořské floty, vyzvána ke kapitulaci. To ukrajinská posádka důrazně odmítla, načež Rusové ostrov kompletně vybombardovali. Všech třináct ukrajinských pohraničníků podle prvních zpráv ukrajinské strany zahynulo; později bylo potvrzeno jejich zajetí. Ruská strana neutrpěla žádné ztráty.
Podle zvukového záznamu, který sdílela Ukrajinská pravda a který později ověřila ukrajinská vláda, když se ruská válečná loď identifikovala a vyzvala ukrajinské vojáky umístěné na ostrově, aby se vzdali, jejich odpověď zněla:
| „ | „Русский военный корабль, иди на хуй!“ (česky „Ruská válečná lodi, jdi do prdele!“) | “ |

Později večer Státní pohraniční služba uvedla, že spojení s ostrovem bylo ztraceno a v 01:00 moskevského času oznámila, že ruské síly ostrov dobyly po námořním a leteckém bombardování, které zničilo veškerou infrastrukturu na ostrově. Po bombardování se část ruských vojáků vylodila na Hadí ostrov, aby převzala kontrolu. Podle prvních ukrajinských zpráv bylo všech třináct ukrajinských pohraničníků na ostrově zabito poté, co se odmítli vzdát. Následně však ukrajinské námořnictvo potvrdilo, že byli pohraničníci vzati do zajetí.
Ruská zpravodajská agentura Interfax uvedla, že 82 ukrajinských vojáků z Hadího ostrova se vzdalo a bylo přepraveno do Sevastopolu; o mrtvých a o bombardování ostrova se tento zdroj nezmínil. Rusové podle agentury TASS potopili 16 ukrajinských lodí při jejich pokusu o útok na Černomořskou flotu. Jeden z ukrajinských vojáků živě přenášel okamžik, kdy ruská válečná loď zahájila palbu.

## Reakce

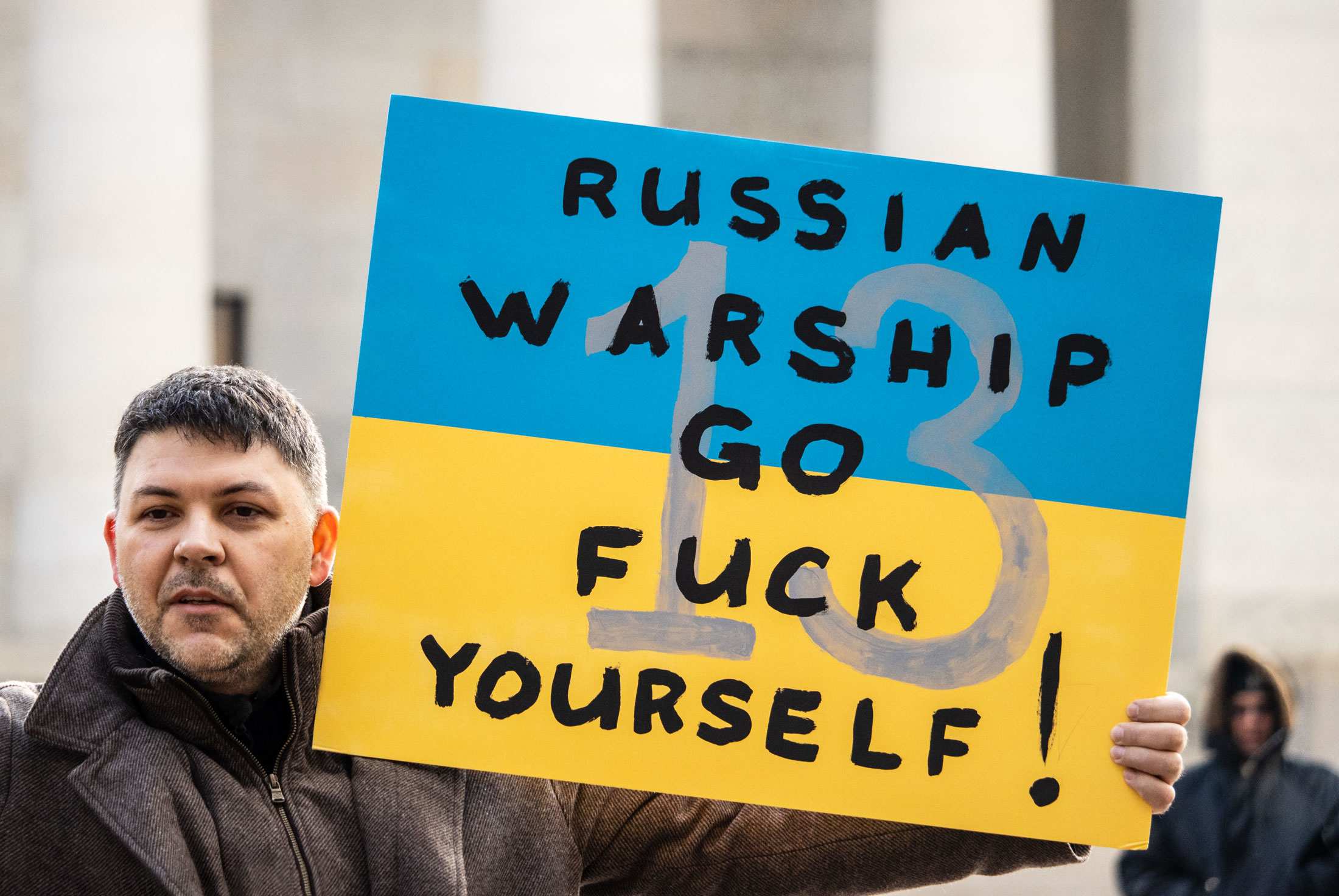
Columbuský demonstrant podporující Ukrajinu po zahájení ruské invaze v únoru 2022

Vzdorná slova ukrajinské pohraniční stráže „Ruská válečná lodi, jdi do prdele“ se stala virálními a začala se používat jako protestním pokřikem pro Ukrajince a jejich příznivce po celém světě. The Week přirovnal frázi k „Remember the Alamo“ z Texaské republiky z 19. století.
V den útoku prezident Volodymyr Zelenskyj oznámil, že všem třinácti pohraničníkům bude posmrtně udělen titul Hrdina Ukrajiny, nejvyšší ukrajinské vojenské vyznamenání. Ve skutečnosti byli ukrajinští vojáci z Hadího ostrova Rusy zajati a později výměnou vráceni na Ukrajinu, včetně autora výroku o ruské válečné lodi Romana Gribova.

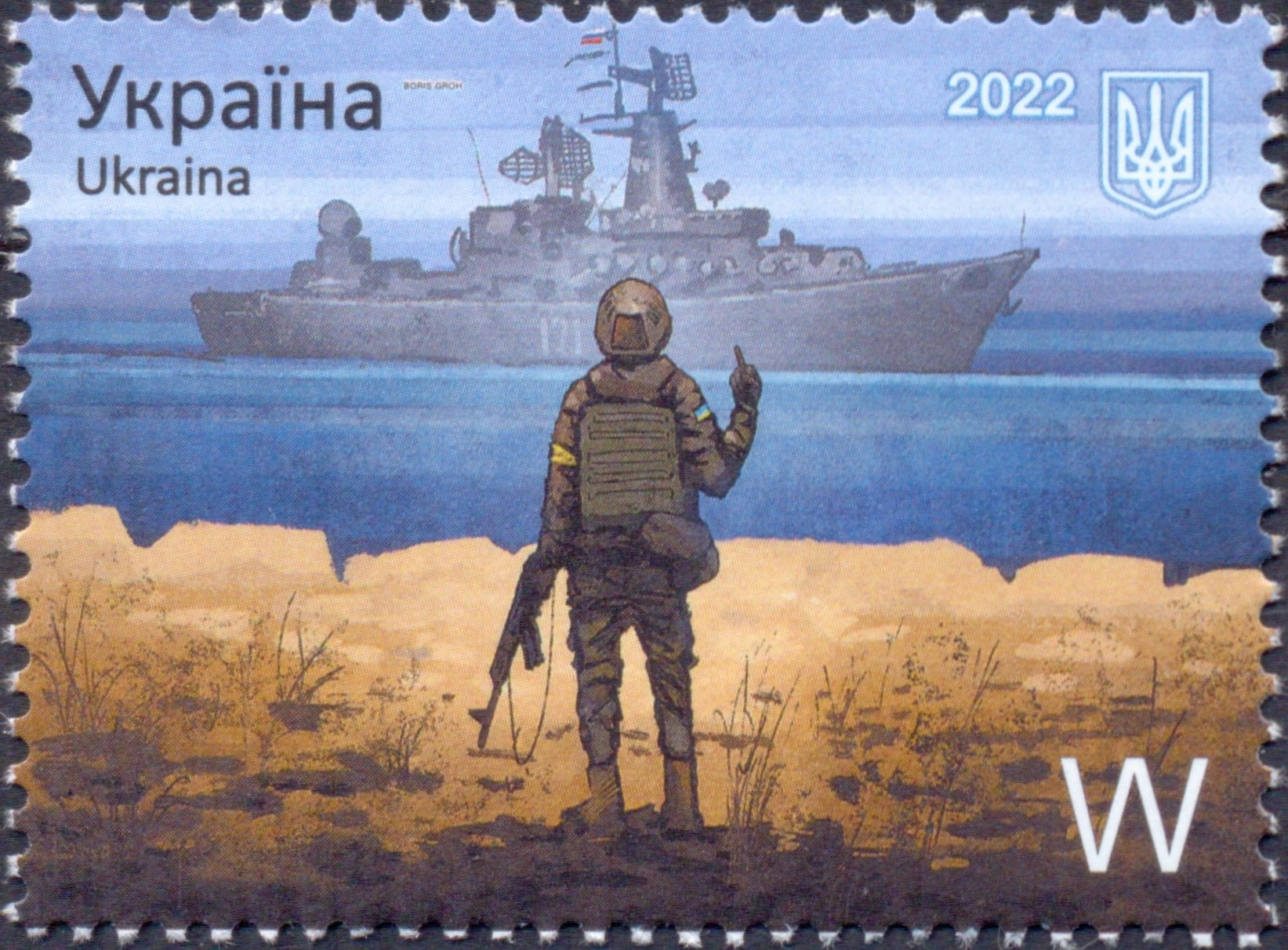
Pamětní známka ukrajinské pošty z dubna 2022

Výrok se stal rovněž námětem pro vydání poštovní známky, vycházející z vítězného návrhu výtvarníka Borise Groha. Známka se okamžitě stala populární nejen na Ukrajině; například na aukčním webu eBay se cena pohybovala v přepočtu i za několik tisíc korun. Do oběhu se dostala 12. dubna 2022, tedy pouhý den předtím, než na křižníku Moskva, který se stal symbolem útoku na ostrov, patrně v důsledku zásahu protilodními střelami Neptun, vypukl požár, vedoucí k potopení lodi 14. dubna.